# Eupithecia semilotaria
Eupithecia semilotaria är en fjärilsart som beskrevs av Mab 1885. Eupithecia semilotaria ingår i släktet Eupithecia och familjen mätare. Inga underarter finns listade i Catalogue of Life.